# نويه تسوريشر تسايتونغ
نويه تسوريشر تسايتونغ (بالألمانية: Neue Zürcher Zeitung) هي صحيفة يومية سويسرية ناطقة باللغة الألمانية يقع مقرها الرئيسي في زيورخ.تأسست الصحيفة في 1780، حصلت الصحيفة على جائزة إيراسموس في عام 1979.